# Великая (приток на Чудско-Псковско езеро)
Великая (на руски: Великая) е река в Псковска област на Русия, вливаща се в Псковското езеро (част от Чудско-Псковското езеро). Дължина 430 km. Площ на водосборния басейн 25 200 km².
Река Великая води началото си от централните части на Бежаницкото възвишение, на 234 m н.в., до село Послово в южната част на Псковска област. В горното течение протича предимно в западна посока, а след устието на левия си приток река Идрица – предимно в северна посока. В горното течение тече в тясна долина през западните разклонения на Бежаничкото възвишение като преминава през множество проточни езера (Болшой Вяз, Болшое Острие, Хвойно, Верято, Лосно, Яское, Езерище и др.). В долното течение долината ѝ се разширява и изплитнява, а скоростта на течението ѝ силно намалява. Влива се чрез малка делта от юг в Псковското езеро, което е част от голямата езерна система на Чудско-Псковското езеро, на 30 m н.в., северно от град Псков. Основни притоци: леви – Купянка (28 km), Неведрянка (55 km), Иса (174 km), Синяя (195 km), Утроя (176 km), Кухва (106 km), Веда (83 km), Кудеб (82 km), Шчепец (30 km); десни – Аполя (105 km), Кудка (55 km), Шест (64 km), Сорот (80 km), Пеная (23 km), Шчепец (43 km), Многа (58 km), Черьоха (145 km), Пскова (102 km). Има смесено подхранване с преобладаване на снежното с ясно изразено пролетно пълноводие (предимно в края на април), когато нивото ѝ се повишава с 1,6 m. През есента често се наблюдават епизодични прииждания в резултат от проливни дъждове във водосборния ѝ басейн. Среден годишен отток в устието 134 m³/s. Заледява се през ноември, а се размразява през април. Плавателна е за плиткогазещи съдове на 45 km от устието до село Беляевао. По бреговете на реката са разположени множество населени места, в т.ч. градовете Опочка, Остров и Псков.